# Лоліта (Техас)
Лоліта (англ. Lolita) — переписна місцевість (CDP) в США, в окрузі Джексон штату Техас. Населення — 519 осіб (2020).

## Географія
Лоліта розташована за координатами 28°49′57″ пн. ш. 96°32′19″ зх. д. / 28.83250° пн. ш. 96.53861° зх. д. (28.832574, -96.538680).  За даними Бюро перепису населення США в 2010 році переписна місцевість мала площу 6,68 км², уся площа — суходіл.

## Демографія
Згідно з переписом 2010 року, у переписній місцевості мешкало 555 осіб у 190 домогосподарствах у складі 142 родин. Густота населення становила 83 особи/км².  Було 229 помешкань (34/км²).
Расовий склад населення:
| - 75,1 % — білих - 0,7 % — чорних або афроамериканців - 0,2 % — азіатів - 21,1 % — осіб інших рас |

До двох чи більше рас належало 2,9 %. Частка іспаномовних становила 38,4 % від усіх жителів.
За віковим діапазоном населення розподілялося таким чином: 29,0 % — особи молодші 18 років, 59,6 % — особи у віці 18—64 років, 11,4 % — особи у віці 65 років та старші. Медіана віку мешканця становила 36,9 року. На 100 осіб жіночої статі у переписній місцевості припадало 111,0 чоловіків;  на 100 жінок у віці від 18 років та старших — 108,5 чоловіків також старших 18 років.
За межею бідності перебувало 7,4 % осіб, у тому числі 0,0 % дітей у віці до 18 років та 67,7 % осіб у віці 65 років та старших.
Цивільне працевлаштоване населення становило 284 особи. Основні галузі зайнятості: виробництво — 56,0 %, будівництво — 15,5 %, освіта, охорона здоров'я та соціальна допомога — 10,6 %.